# Kombat
Kombat ist eine Siedlung und Bergwerk im Norden Namibias in der Region Otjozondjupa, an der Grenze zur Region Oshikoto. Der Name Kombat bedeutet „Ort der Giraffe“ oder „trinkende Giraffen“. 2022 soll der Ort etwa 1000 Einwohner haben.

## Geschichte
Kombat, gelegen an der Nationalstraße B8 von Otavi nach Grootfontein, wurde am Rande des Kupferbergwerks Kombat gegründet. Dieses wurde ab den 1900er Jahren von Tsumeb Corporation Limited betrieben und war zuletzt bis 2009 in der Hand von Weatherly International, London.
2006 wurde der Ort als Siedlung proklamiert. Kombat befindet sich seit 2015 in Privatbesitz von Knowledge Katti und wurde (Stand November 2015) der Regierung für 160 Millionen Namibia-Dollar zum Kauf angeboten. Die Regierung wies dieses zurück und sieht die Ansiedlung bereits als Staatsland an. Seit 2018 sollen Mieten der Bewohner eingetrieben werden, die jedoch amtlichen Papieren die von ihnen gekauften Immobilien seit dem Jahr 2000 abbezahlen. Laut Katti gehören nur wenige Wohnungen den Einwohnern.
2022 eröffnete das örtliche Siedlungsbüro.

## Wirtschaft
Neben dem zwischen 2007 und 2021 stillgelegten Bergbau wird in der Gegend vor allem Viehzucht betrieben. Es gibt ein Krankenhaus und einen Golfplatz. Seitdem der Bergbau eingestellt wurde, lebten nur noch wenige Menschen in Kombat. Seit 2021 wurde das Bergwerk für den erneuten Abbau von Kupfer vorbereitet. 2023 wurde der Betrieb über 15 Jahre projektiert. Seit Anfang 2024 wird auch unter Tage abgebaut.
In dem Bergwerk wurden viele seltene Minerale wie unter anderem Britvinit, Glaukochroit, Hämatophanit, Jakobsit, Manganosit, Richterit und Sahlinit gefunden. Für die Minerale Asisit, Carlfrancisit, Damarait, Grootfonteinit, Hereroit, Holdawayit, Jaffeit, Janchevit, Johninnesit, Kombatit, Ribbeit, Roymillerit, Vladkrivovichevit und Yangit gilt Kombat zudem als Typlokalität.
Die riesigen Grundwasservorkommen des Gebietes sind zur Versorgung der Hauptstadt Windhoek vorgesehen (Stand 2015).